# La Rêverie ou le Mariage de Sylvia
 (septembre 2016).

La Rêverie ou le Mariage de Sylvia est un téléfilm réalisé par Jean-Luc Trotignon en 1994, sur un scénario et des dialogues de Mireille Lanteri.

## Synopsis
La quarantaine, juive et divorcée depuis 5 ans, Sylvia Juszczyk (Dominique Labourier) est une dentiste dont les longues journées de travail ne sont pas la seule source de bonheur. Elle est en effet l'heureuse amoureuse d'un très jeune homme (Jean-Michel, incarné par Boris Terral), chômeur par compétences inadaptées au marché du travail.
Ne trouvant pas d'emploi à Paris, Jean-Michel envisage alors de retourner dans ses Cévennes natales.
Pour le retenir, Sylvia lui suggère de retaper La Rêverie, une maison jadis commune mais appartenant depuis le divorce à Léonide (son ex-mari, incarné par Popeck). Léonide accepte cependant de revendre la Rêverie à Sylvia à condition de rencontrer son nouveau compagnon... Sylvia organise donc un dîner au cours duquel elle doit présenter son compagnon à Léonide qui détient les clés de la Rêverie et de plus à ses enfants et à sa mère qui ne conçoit pas sa fille en couple avec un goy...

## Distribution
- Dominique Labourier : Sylvia
- Micheline Boudet : Mathilde
- Popeck : Léonide
- Boris Terral : Jean-Michel
- Agnès Seelinger : Viviane
- Pascale Arbillot : Émilie
- Éric Berger : Nathan
- Georgy Liebermann : François Rivoli
- Chantal Ladesou : employée de l'ANPE
- Ivan Javasov : Monsieur Lukascek
- Patrik Hezucký : Victor
- Anne-Marie Jabraud : Madame Aubier
- Thierry Heckendorn : Monsieur Aubier